# Evgheni Kirilov
Evgheni Zahariev Kirilov (bulgară Евгени Захариев Кирилов) este un om politic bulgar, membru al Parlamentului European în perioada ianuarie - mai 2007 din partea Bulgariei.
1. 1 2  Strazha.bg
2. ↑  Deputații în Parlamentul European
3. 1 2  Strazha.bg, accesat în 10 ianuarie 2023
4. 1 2   http://www.assembly.coe.int/nw/xml/AssemblyList/MP-Details-EN.asp?MemberID=3510 Lipsește sau este vid: |title= (ajutor)